# Zygaena osterodensis
Zygaena osterodensis is een vlinder uit de familie bloeddrupjes (Zygaenidae). De wetenschappelijke naam is voor het eerst geldig gepubliceerd in 1921 door Reiss.
De soort komt voor in Europa.